# Luis Carniglia
Luis Antonio Carniglia (Vicente López (partido), 4 de outubro de 1917 - Buenos Aires, 22 de junho de 2001) foi um atacante e treinador de futebol da Argentina. Ele jogou pelo Boca Juniors nos anos 40, mas é mais lembrado por treinar o Real Madrid nos anos 50.

## Títulos
Nice
- Ligue 1: 1955-56

Real Madrid
- Liga dos Campeões da Europa: 1957-58 e 1958–59
- La Liga: 1957–58

Roma
- Taça das Feiras: 1960-61